# Eduard Pestel

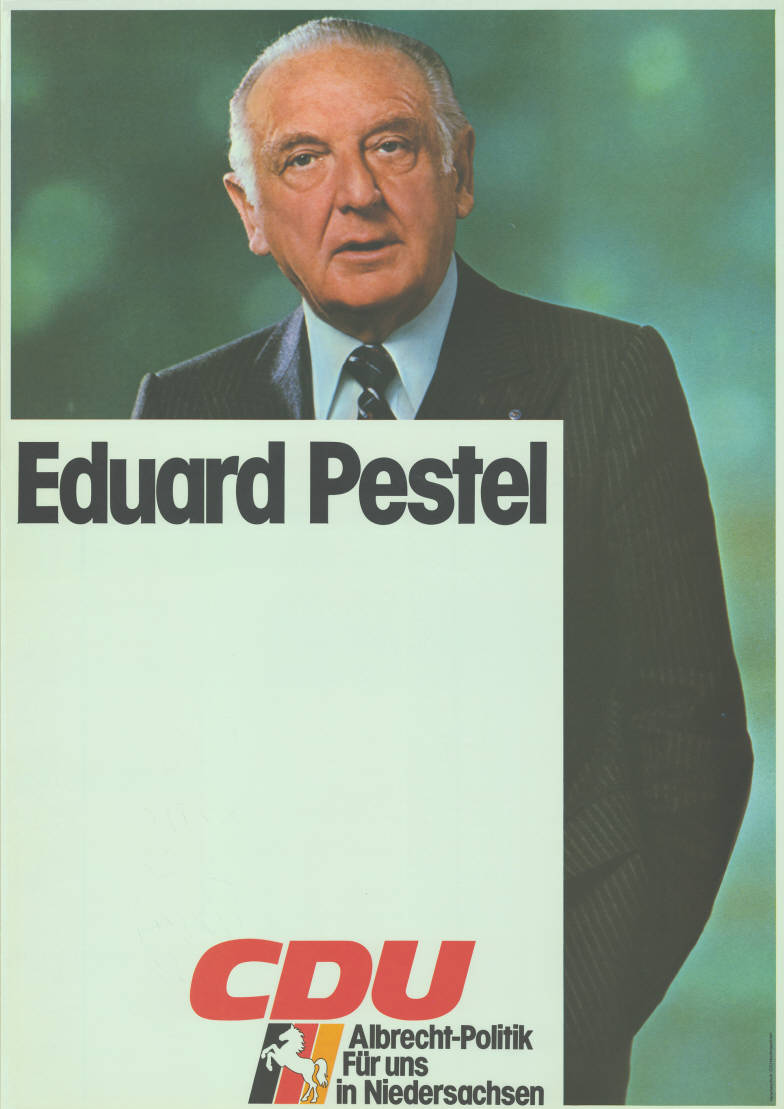
Kandidatenplakat zur Landtagswahl in Niedersachsen 1978

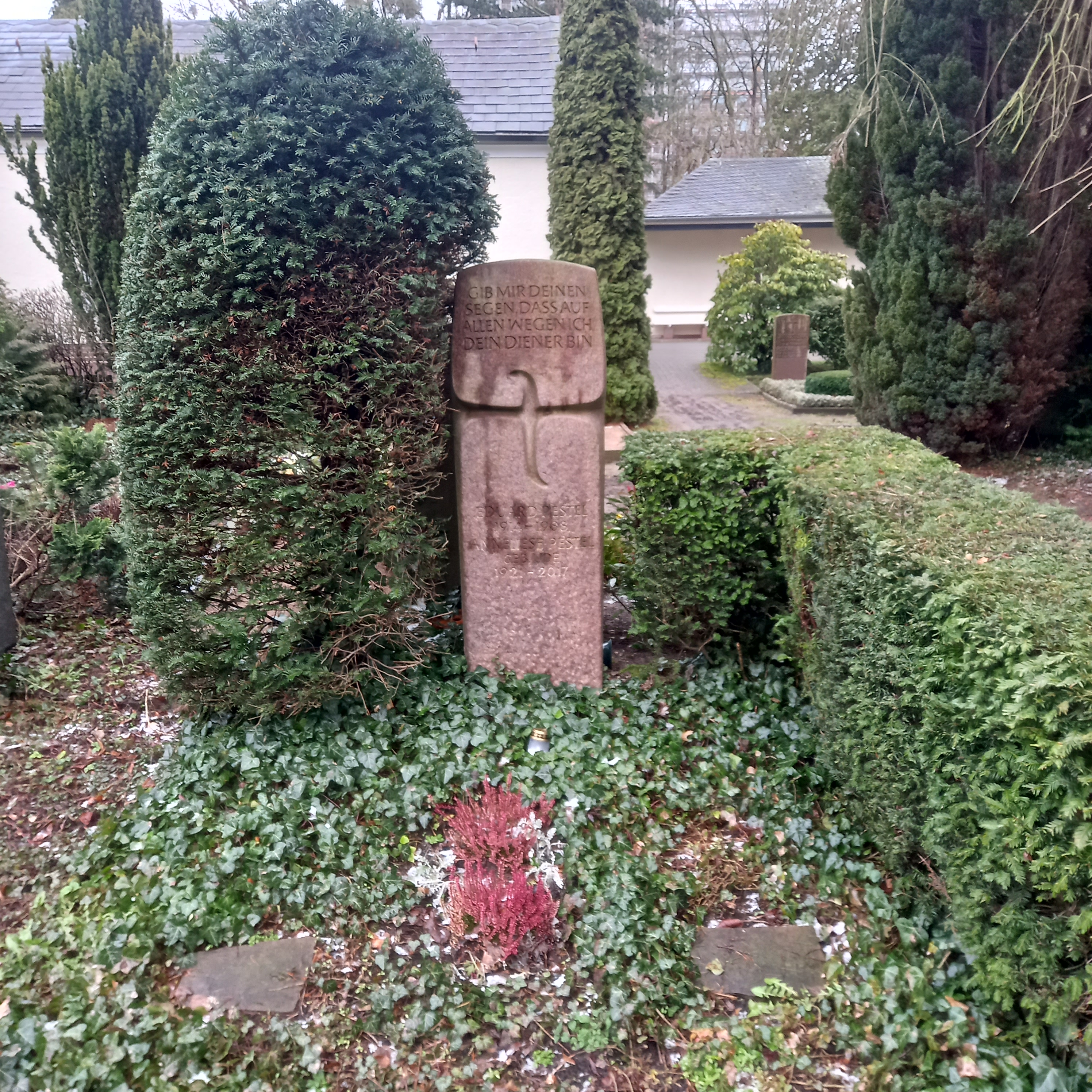
Das Grab von Eduard Pestel und seiner Ehefrau Anneliese Ude-Pestel auf dem Herrenhäuser Friedhof in Hannover

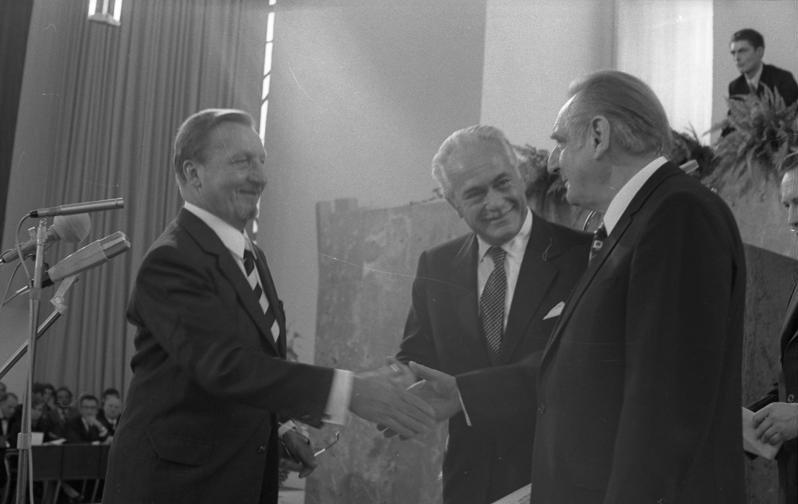
Eduard Pestel (rechts), 1973

Eduard Christian Kurt Pestel (* 29. Mai 1914 in Hildesheim; † 19. September 1988 in Hannover) war ein deutscher Ingenieur und Ökonom, Professor für Mechanik und Regelungstechnik sowie Politiker.

## Leben
Eduard Pestel absolvierte nach dem Abitur 1932 eine Lehre als Maurer und besuchte dann zunächst die Ingenieurschule in Hildesheim, um daran anschließend an der Technischen Hochschule (TH) in Hannover Mechanik zu studieren. Während des Studiums war er Mitglied der SA und des NS-Studentenbundes. Im Herbst 1938 – im Alter von 24 Jahren – ging er als Stipendiat des DAAD an das Rensselaer Polytechnic Institute (RPI) in Troy, US-Staat New York, wo er bereits 1939 den Master of Engineering erwarb.
Nach dem Ausbruch des Zweiten Weltkrieges gelangte Pestel über Mexiko nach Japan. Dort arbeitete Pestel von 1942 bis 1945 als „Chefingenieur“ (technischer Abteilungsleiter) der Leybold K. K. des Unternehmers Kurt Meißner in Osaka und vom 1. Januar 1946 bis zum 1. Februar 1947 dann als technischer Direktor bei der Osaka Kinzoku. Ebenfalls 1947 setzte Pestel seine Studien an der TH in Hannover fort und promovierte im selben Jahr zum Dr.-Ing. 1950 habilitierte er sich für das Lehrgebiet Mechanik. Das Thema seiner Habilitationsschrift war Ein Beitrag zur Theorie der Biegeschwingungen von Trägern unter wandernden ungefederten und gefederten Lasten.
Im Jahre 1953 wurde Pestel zunächst zum außerplanmäßigen Professor an der TH Hannover berufen, hatte dann für zwei Jahrzehnte von 1957 bis 1977 die Stellung eines Ordinarius inne und leitete das Institut für Mechanik, das ab 1966 einen zweiten Lehrstuhl umfasste, der mit Oskar Mahrenholtz besetzt wurde. Während dieser Zeit publizierte Pestel mit Frederick A. Leckie ein Standardwerk über Matrizenmethoden der Elastomechanik. Darüber hinaus befasste er sich zusätzlich mit Regelungstechnik, schrieb gemeinsam mit Eckart Kollmann hierzu ein Lehrbuch, gewann somit Zugang zum Gedankengut der Kybernetik und qualifizierte sich hierdurch für seine späteren Arbeiten an Weltmodellen. Während der Jahre 1969 und 1970 war Pestel zugleich Rektor der Universität Hannover.
1966 wurde Pestel Mitglied im NATO-Wissenschaftsausschuss und 1969 Mitglied im Kuratorium der Stiftung Volkswagenwerk (von 1977 bis 1979 als deren Vorsitzender). Von 1971 bis 1977 war er als Vizepräsident der Deutschen Forschungsgemeinschaft zuständig für die Sonderforschungsbereiche der DFG. Seit 1973 war er Gouverneur der Stiftung Europäischen Kulturstiftung in Amsterdam. Seit 1974 war er Senatsvorsitzender der Fraunhofer-Gesellschaft für angewandte Forschung. 1977 wurde er Mitglied im Kuratorium des Stifterverbands für die Deutsche Wissenschaft.
Im Jahre 1968 war er einer der Gründer und seit 1969 Mitglied des Executive Comitee des Club of Rome. In dieser Funktion initiierte er die Arbeit an einem Computermodell zur Erforschung der Welt, welches 1972 mit der Veröffentlichung der Grenzen des Wachstums weltweit größte Aufmerksamkeit erlangte. Um die erkennbaren Schwächen des Weltmodells zu überwinden, entwickelte er zusammen mit seinem US-Kollegen Mihajlo D. Mesarovic ein regionalisiertes Weltmodell und das Konzept des organischen Wachstums. Dies wurde 1974 als zweiter Bericht an den Club of Rome veröffentlicht (Menschheit am Wendepunkt). 1978 war er an der Gründung der Deutschen Gesellschaft Club of Rome (DGCoR) beteiligt, deren Vorsitz er bis zu seinem Tod innehatte.
1975 gründete er zusammen mit sechs weiteren Wissenschaftlern das Institut für angewandte Systemforschung und Prognose (ISP) in Hannover, welches nach seinem Tod in Pestel-Institut für Systemforschung umbenannt wurde. Anlass war ein Auftrag der Bundesregierung zur Erarbeitung eines computergestützten Modells für die Zukunft der Bundesrepublik Deutschland (Das Deutschland-Modell). Er war Vorstand des Haus Rissen Hamburg – Institut für Internationale Politik und Wirtschaft.
Im November 2016 wurde Kritik an Pestels Verhalten in der Zeit des Nationalsozialismus laut, die sich im Wesentlichen auf einen Brief bezog, den er als Stipendiat 1938 geschrieben hatte und dem ein zu dieser Zeit in den USA kursierendes antisemitisches Flugblatt beilag. Die Leibniz-Universität Hannover teilte nach eingehender Prüfung mit, dass sich Pestel „während der NS-Zeit in einer aus heutiger Sicht inakzeptablen Weise verhalten hat“.

## Öffentliche Ämter
Von 1977 bis 1981 war Eduard Pestel Minister für Wissenschaft und Kunst des Landes Niedersachsen, zunächst parteilos, 1978 trat er auf Bitte des Ministerpräsidenten Ernst Albrecht in die CDU ein.
In dieser Zeit arbeitete er an der 1982 erfolgten Neugründung der von Albert Einstein 1924 gegründeten und in der NS-Zeit verbotenen Deutschen Technion-Gesellschaft, die die Zusammenarbeit von jüdischen und deutschen Wissenschaftlern fördert. Eduard Pestel war bis zu seinem Tod Präsident dieser Gesellschaft.

## Privates
Eduard Pestel war in erster Ehe verheiratet mit der US-Amerikanerin Jaqueline Evans, mit der er vier gemeinsame Kinder hatte: Robert Pestel (1941–2002), Susanne Rickert (* 1943) und Wendy Lehmann (* 1946) wurden in Kōbe (Japan) geboren; Michael Pestel (* 1950) wurde in Hildesheim geboren. Eine zweite Ehe ging er mit der analytischen Psychotherapeutin und Autorin Anneliese Ude-Pestel ein. Sein Grabmal befindet sich auf dem Herrenhäuser Friedhof in Hannover.

## Schriften (Auswahl)
- (mit Eckart Kollmann): Grundlagen der Regelungstechnik. Vieweg Verlag, Braunschweig 1968, 3. Aufl.: Vieweg & Teubner, Wiesbaden 1979, ISBN 978-3-322-96097-9.
- (als Mitautor): Die Grenzen des Wachstums. Bericht des Club of Rome zur Lage der Menschheit. Deutsche Verlags-Anstalt, Stuttgart 1972, ISBN 3-421-02633-5.
- (mit Mihailo D. Mesarović): Menschheit am Wendepunkt. 2. Bericht an d. Club of Rome zur Weltlage. Deutsche Verlags-Anstalt, Stuttgart 1974, ISBN 3-421-02670-X.
- (mit Dennis Gabor, Umberto Colombo u. a.): Das Ende der Verschwendung. Zur materiellen Lage der Menschheit. Ein Tatsachenbericht an den Club of Rome. Deutsche Verlags-Anstalt, Stuttgart 1976, ISBN 3-421-02690-4.
- Das Deutschland-Modell. Herausforderungen auf dem Weg ins 21. Jahrhundert. Deutsche Verlags-Anstalt, Stuttgart 1978, ISBN 3-596-23431-X.
- Unsere Chance heißt Vernunft. Lernen für die Welt von morgen. Westermann, Braunschweig 1980, ISBN 3-14-508800-9.
- (mit Jens Wittenburg): Festigkeitslehre. Ein Lehr- und Arbeitsbuch. Bibliographisches Institut, Mannheim 1981, 3. Aufl.: Springer, Berlin 2011, ISBN 978-3-642-62653-1.
- (mit Mihailo D. Mesarović und Aurelio Peccei): Der Weg ins 21. Jahrhundert. Genf 1983.
- Jenseits der Grenzen des Wachstums. Bericht an den Club of Rome. Deutsche Verlags-Anstalt, Stuttgart 1988, ISBN 3-421-06393-1.
- Rainer E. Kirsten (Red.): Eine Chance für die Menschheit. Perspektiven für die Welt von morgen (= Edition Pestel, Band 1). Adlibri-Verlag, Hamburg 2011. ISBN 978-3-89927-027-3 (gesammelte Schriften und Vorträge von Eduard Pestel).

## Würdigungen und Ehrungen
Der von ihm gestiftete Lehrstuhl für Mechanik in der Fakultät für Maschinenbau der Technischen Universität Haifa (Technion) wurde nach ihm benannt.
Nach seinem Tod wurde das von ihm 1975 gegründete Institut für angewandte Systemforschung und Prognose (ISP) zu Ehren seiner Person in Eduard Pestel Institut für Systemforschung umbenannt.
1982 wurde Pestel die Max Born-Medaille für Verantwortung in der Wissenschaft verliehen. 1984 erhielt er den Fraunhofer-Preis der Fraunhofer-Gesellschaft. Posthum würde er in Chicago als einer der „Thinker of the Twentieth Century“ geehrt.
Pestel war seit 1981 auswärtiges Mitglied der National Academy of Engineering. Der Braunschweigischen Wissenschaftlichen Gesellschaft gehörte er seit 1959 als ordentliches Mitglied an.
Eduard Pestel war Ehrendoktor des Rensselaer Polytechnic Institute in Troy (US-Staat New York).
In Osnabrück gibt es eine nach ihm benannte „Eduard-Pestel-Straße“.